# ایست‌پورت (نیویورک)
ایست‌پورت (به انگلیسی: Eastport) یک منطقهٔ مسکونی در ایالات متحده آمریکا است که در شهرستان سافک، نیویورک واقع شده‌است. ایست‌پورت ۱۴٫۰ کیلومتر مربع مساحت و ۱٬۸۳۱ نفر جمعیت دارد و ۹ متر بالاتر از سطح دریا واقع شده‌است.